# Delaware North
Delaware North est une entreprise américaine de restauration collective et multi-services. Fondée en 1915, elle a son siège à Buffalo, dans l'État de New York.
Delaware North gère quelques lodges dans des parcs nationaux américains, en particulier le Kalaloch Lodge dans le parc national Olympique et le Wuksachi Lodge dans le parc national de Sequoia. Dans cette dernière aire protégée, l'entreprise opère également le Bearpaw High Sierra Camp, un terrain de camping.

## Établissements
- Bearpaw High Sierra Camp, en Californie
- Big Meadows Lodge, en Virginie
- Big Meadows Wayside, en Virginie
- Cedar Grove Lodge, en Californie
- Elkwallow Wayside, en Virginie
- John Muir Lodge, en Californie
- Kalaloch Lodge, dans l'État de Washington
- Kennedy Space Center Visitor Complex, en Floride
- Lewis Mountain Lodge, en Virginie
- Peaks of Otter Lodge, en Virginie
- Skyland Resort, en Virginie
- TD Garden, au Massachusetts
- Wuksachi Lodge, en Californie